# 巨大全球图
巨大全球图 ('或 GGG) ,是万维网的发明人Tim Berners-Lee在他的博客中提出了新概念.
生物学家对药品，基因感兴趣。商人则是客户，产品，销售等等。而我们都会对朋友，家庭，同学感兴趣。你是否有这样的挫折感：
你有一些朋友，Web提供了一些分开的服务，如微博，博客等等。有的在FaceBook,有的在LinkedIn,等等等等。当你加入了一个新的照片分享站点的时候，你需要告诉你所有的朋友来添加你为好友。网站都是分开的，内容也是分开的，虽然是同一个人，但系统很显然不知道，他们是一回事。总有一些公司试图包揽一切网络用户，提供统一的体验，但很显然没人能做到。
这是我和我的朋友的心声，有一个"Social Network Portability"社区，但社区网站对此并不感兴趣。网页上的链接是社会网络本身，而不只是网页上的链接。

Tim Berners-Lee认为类似于Facebook社交网站可以构成一个社交网络。他假定人们可以利用"图"来区分整个的网络。巨大全球图是比语义网来的更为贴切的称呼。
"GGG" 已经在诸多博客中被引用.